# Andorra durante la guerra civil española
Durante la guerra civil española, Andorra acogió a refugiados de ambos bandos. La primera parte de la guerra hizo que llegaran, sobre todo falangistas y gente muy próxima al régimen de Franco. Hacia el fin de la guerra, y previendo la derrota republicana, el país acogió a comunistas, socialistas, sindicalistas, anarquistas... en definitiva, a refugiados republicanos. En Andorra había dos bares, uno de militancia republicana y otro de militancia falangista. Es la muestra de una Andorra dividida entre nacionales y republicanos.

## Durante la República
Durante la Segunda República Española, el estado español cuestiona el papel del copríncipe, el obispo de la Seo de Urgel, Justino Guitart. Se repitió la misma situación que durante la Revolución francesa. España no concebía que un ciudadano suyo tuviera la soberanía de otro estado. Así la prensa española, y especialmente la catalana, comenzaron a criticar la figura del copríncipe sosteniendo que no era posible que el pueblo andorrano no tuviera la soberanía y que tuviera que estar sujeto a dos príncipes feudales. Desde Cataluña, el ambiente catalanista influenciaba enormemente en los andorranos, de forma que estos también pedían la independencia catalana y andorrana, considerando ellos también que el coprincipado era una especie de vasallaje y que el vasallaje ya no era de aquella época. Pero aunque la República española estuviera en contra, su actitud demostraba todo lo contrario. Es decir, criticaba al copríncipe episcopal pero, en realidad, lo que quería era tener la soberanía de Andorra. Por tanto, usaba al copríncipe como un administrativo al que ordenaba actuar en su nombre. Durante la Segunda República, el gobierno de Madrid promovió, de hecho, a Tarongí en el cargo de delegado de la República en Andorra. Su objetivo era imponer la soberanía española sobre este país.

## Durante la Guerra Civil

### La postura del copríncipe episcopal
El final de los años treinta está marcado por las consecuencias que tuvo la guerra civil española en Andorra. Para entender la posición del obispo Justino Guitart durante el conflicto, conviene nombrar el panorama anterior. Durante la Segunda República, el Gobierno español le negó el derecho a ser copríncipe de Andorra. El laicismo de la Segunda República fue recibido de manera muy ofensiva por la Iglesia católica y, por tanto, por la figura del obispo. El obispo se pasó al bando gris. Cuando estalló la guerra, en julio de 1936, se exilió en San Remo. Se encontraba en el Valle de Arán cuando se enteró del golpe militar. Si finalmente consiguió huir, no fue sin antes sufrir por su vida. La noche de la huida, los anarquistas lo fueron a despertar poniéndose bajo su ventana para cantarle La Internacional con los puños alzados. Antes de irse, dejó la delegación episcopal en manos de Miguel Mateu. Una vez en San Remo, el bando sublevado lo convenció para que firmara la carta colectiva de los obispos del 1937. Se trataba de un manifiesto en el cual muchos obispos españoles daban su apoyo al bando sublevado.

### Los refugiados y el control fronterizo
La Seo de Urgel se transformó en un feudo de la izquierda. El ambiente se radicalizó y muchos urgelenses quisieron huir hacia Andorra temporalmente, pensando que el golpe de Estado fallaría como aquel que protagonizó el general Sanjuro. Pero no fue así. En un primer momento, el país acogió a refugiados fascistas los cuales, viendo que los republicanos tomaban posiciones, marcharon hacia Andorra. Durante la guerra también huyeron miles de catalanes, sobre todo mucha población de orden, católica y en edad de quintas. La segunda oleada de refugiados fue de gente anarquista, republicana y socialista (final del conflicto) que, viendo que ganarían los sublevados, también huyeron hacia Andorra. Así pues, el país acogió a todo el mundo. En la frontera hispano-andorrana se instaló la FAI y comenzaron a controlar el contrabando. Pero, a medida que avanzaba la guerra, el contrabando fue substituido por el tráfico ilegal de personas; entonces los controles se intensificaron. Puigcerdà también fue el segundo punto fronterizo con más huidas.

### Los obreros de FHASA y los andorranos ante la guerra
Muchos de los obreros de la empresa pública Forces Hidroelèctriques d'Andorra, FHASA, predecesora de la actual Forces Elèctriques d'Andorra, estaban afiliados a la CNT y a la  FAI. Hacían proselitismo por Andorra e invitaban a sus amigos anarquistas a invadir el país. Una vez en Andorra, aprovechaban la ocasión para registrar el nombre de los sublevados que se habían refugiado para después denunciarlos. Su director (Miguel Mateu), en cambio, era un falangista declarado y ayudó como pudo a los sublevados. En un comportamiento puramente defensivo, en San Julián de Loria, la población se convirtió al bando fascista. En cambio, Andorra la Vieja y Las Escaldas-Engordany eran lugar de refugio de los anarquistas. Tres bares de la época destacan especialmente: el Hotel Mirador y el Casino de Escaldes (republicanos) y el Bar de Burgos (fascista). Las Parroquias bajas (Parroquia de Andorra la Vieja, Parroquia de San Julián de Loria y la Parroquia de Las Escaldas-Engordany) eran más afines a las tendencias que circulaban en España, mientras que las altas (Canillo, Encamp, La Massana y Ordino) eran más afines a Francia. El goteo constante de contingente humano imposibilitó un posicionamiento neutral y el pueblo se decantó por un bando o por otro. En San Julián de Loria se bloqueó la frontera durante la guerra para impedir que los anarquistas entraran en el país. El control fronterizo fue tan riguroso que aunque se tuviera un pase o un pasaporte en regla, no se garantizaba la huida o entrada hacia Andorra. La juventud era más afín a la causa republicana y quería proclamar la República Independiente de Andorra. Los mayores, en cambio, eran adeptos al fascismo y esperaban que este estableciera el «orden» en Andorra. Pero hubo andorranos que ayudaron a los dos bandos ofreciéndoles refugio y comida.

### La intervención de la gendarmería
Los obreros de FHASA eran los que más inestabilidad propiciaban. Las entradas y salidas de anarquistas no eran bien vistas. Estaban planeando un golpe de Estado en Andorra para proclamar la República. El objetivo era aprovechar que, durante el invierno,el puerto del lado francés se bloqueaba para perpetrar el golpe. Pero el intento falló después de que el Consejo General aprobara, con mayoría, la intervención francesa. El copríncipe francés - el presidente de Francia Albert Lebrun- si bien no intervino en España, en Andorra sí. Los comunes convocaron a la ciudadanía y ésta respondió inapelablemente con un «no» a la intervención. El mismo pueblo decidió montar una tropa de hombres ayudándose de los comunes para impedir que los gendarmes pasaran más allá de la frontera del Paso de la Casa. A pesar de ello, el general René Baulard penetró en el país. Si con la intervención del 1933, la población no lo acababa de querer, con esta lo acabará odiando. Republicanos y fascistas desconfiaban de los gendarmes. Para los republicanos era inconcebible soportar la presencia de traidores. Para los grises era inconcebible soportar la presencia de republicanos.

### La postura de España
La España republicana también tuvo en Andorra una sede de espionaje. Los servicios de espionaje españoles acusaban a Francia de tratar Andorra como un departamento más. Con este pretexto, el gobierno español intentó transferir el cargo de copríncipe episcopal al presidente español. España seguía considerando Andorra como territorio suyo. El fascismo, por su parte, amenazaba invadir el país si este no colaboraba. Repitiendo el mismo escenario, el gobierno republicano envió un delegado, José Imbert, en el año 1938 para programar operaciones.

### Andorra, escenario de sangre
En Andorra se elaboraban listas de enemigos anarquistas o fascistas. Los dos bandos solían arreglar sus diferencias a tiroteos en la montaña. El anonimato que proporcionaban las montañas facilitó este tipo de escenarios. Hasta que el refugiado no entraba realmente dentro de Andorra, su vida estaba en peligro. Aun así, después debía pedir permiso a la gendarmería para poder quedarse. Dentro del país, republicanos y fascistas hacían la guerra a pequeña escala con verdaderas armas. En FHASA se tuvo que montar un hospital improvisado con el objetivo de gestionar la llegada de todos aquellos refugiados que habían sufrido tiroteos en su entrada a Andorra. Los castellanos, vascos, catalanes o gallegos que pasaron la frontera durante la Segunda Guerra Mundial eran enviados por Francia a los campos de trabajo o de concentración franceses.

### Apoyo al bando sublevado
El banquero de la Seo de Urgel, Juan Fornesa, ayudó al bando sublevado pasando los curas andorranos hacia Tolosa. Pero no fue el único apoyo que los sublevados españoles recibieron de Andorra. Los falangistas habían instalado en el país un servicio de espionaje y lo usaban para acusar a los republicanos. El obispo, desde Italia, informaba de todo lo que pasaba en Andorra. El gobierno sublevado también nombró al banquero andorrano, Manuel Cerquera (propietario del Banco Agrícola de Andorra) para ocuparse de los refugiados falangistas. Este se ayudó de Miguel Mateu para transferir donativos falangistas del banco andorrano hacia la Unión de Bancos Suizos. Los donativos permitieron hacer llegar víveres a Andorra. Los falangistas alimentaron el país siempre que esto supusiera un apoyo a su causa. En caso contrario, Franco amenazaba con la invasión de Andorra. A principios de la guerra, a Andorra llegaron muchos sublevados y éstos se quedaron definitivamente ocupando cargos importantes. De hecho, el nuevo síndico, Francisco Cairat, era franquista y el veguer episcopal, Jaime Sansa, también.

### La primera moneda andorrana

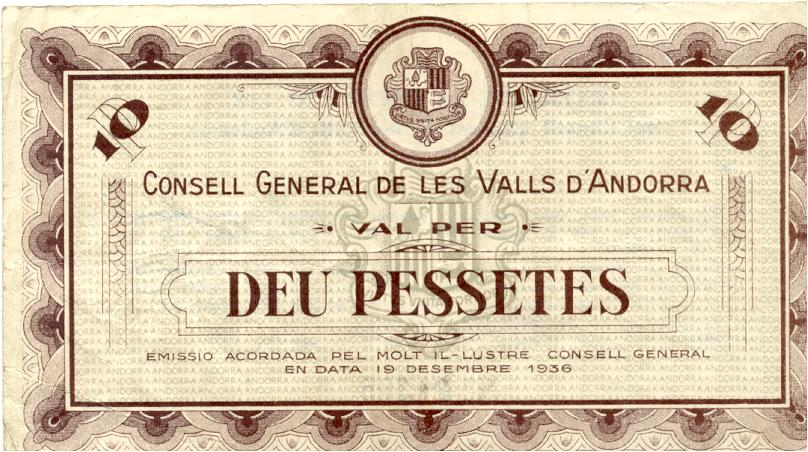
Billete de diez pesetas emitido por el Consejo General de Andorra en 1936.

Durante la Guerra Civil, el Consejo General de Andorra tuvo que emitir por primera vez una moneda propia. El gobierno republicano español había retirado las monedas de plata y usaba monedas de cobre para comprar material bélico o usarlas en la industria bélica. Esto hizo que la moneda fraccionaria desapareciera poco a poco. Paralelamente, el gobierno de Franco había comenzado a acuñar una moneda propia y la había puesto en circulación en el mismo mercado que la moneda republicana. 
Andorra no tenía y nunca ha tenido moneda propia. Dependía de las pesetas españolas y de los francos franceses. Esta situación provocó problemas financieros en Andorra. El gobierno catalán fue el primero en emitir moneda propia en papel para paliar la situación. Pero a pesar del intento, la moneda seguía desapareciendo. Así pues, el Consejo General hubo de emitir 3 tandas de emisión de moneda andorrana en papel.